# A Dunakanyar növényzete
Ez a cikk a Duna völgyének élővilágával foglalkozik. A kétoldalt magasodó hegyvidékek növényzetét a Neogradense flórajárás és Visegradense flórajárás cikkekben ismertetjük.

## A vízjárás és az élőhelyek
A Duna természetes vízjárását a csapadékviszonyok mellett az Alpok hóolvadása határozza meg. Évente két nagyobb árhulláma van: a tavaszi („jeges”) és a nyár eleji („zöldár”) – ez utóbbi a magyarországi csapadékmaximum idején. A Duna-völgy vízjárását először a folyó szabályozása alakította át a 19. század végén. A folyam partját sok helyen kikövezték, a szigetek egy részét kőgátakkal leválasztották a főmederről. Az így kialakított holtágakban megszűnt a víz folyamatos áramlása, felgyorsult a feltöltődés.
Másodszor a folyó fölső szakaszán épített vízi erőművek módosították jelentősen a vízjárást. Ezek sorában a bősi vízlépcső a legalsó. A tározók nemcsak a vizet fogják meg, de a folyam hordalékát is. Mivel az egyebek között a várható környezeti károk mérséklésére tervezett nagymarosi vízlépcsőt Magyarország nem építette meg, a mederbe visszavezetett víz az üzemcsatorna torkolata alatt kapja fel a korábban lerakott homokot, kavicsot. A meder folyamatosan mélyül, vele süllyed a talajvíz szintje, és ennek megfelelő, lassú ütemben pusztulnak a folyó közelében kialakult vizes élőhelyek.

## Növényföldrajzi helyzete
A Dunakanyar talán leglényegesebb növényföldrajzi jellegzetessége, hogy itt húzódik a Matricum flóravidék és a Bakonyicum flóravidék határa, a közép-dunai flóraválasztó, ami azonban nem egyezik a Duna vonalával: bal partján a nagymarosi Ördöghegy a Naszály csoportja és a Hegyes-tetőtől közvetlenül délre emelkedő Szentmihály-hegy a Visegradense flórajárás része.

## A Duna-völgy növénytársulásai
A folyam mentén kialakult vizes élőhelyek között természetesek  és mesterségesek egyaránt vannak.

### Természetközeli növénytársulások
Legjelentősebb a sajnos, igencsak megfogyatkozott keményfaligetek természeti értéke.
A folyót és mellékágait rendszerint fűz-nyár ligeterdő kísérik. Gyakoriak a bokorfüzesek is.
Az időszakosan elöntött szigeteken többféle zátonynövényzet nő.

### Emberi beavatkozásra kialakult növénytársulások
A vízhez közel többfelé vizenyős kaszálóréteket alakítottak ki.
Érdekes, sajátos a szabályozással kialakított morotvák és a kavics bányászatára mélyített kubikgödrök élővilága is.